# فرنسيسكو غارسيا (سياسي)
فرنسيسكو غارسيا (بالإسبانية: Francisco Antonio García Carrasco)‏ (و. 1742 – 1813 م) هو سياسي إسباني، ولد في سبتة، ويحمل رتبة عسكرية فريق أول، توفي في ليما، عن عمر يناهز 71 عاماً.